# Robert Rait
Robert Sangster Rait, född den 10 februari 1874 i Narborough, Leicestershire, död den 25 maj 1936 i Glasgow, var en skotsk historiker.
Rait, som växte upp i Aberdeen, studerade i Aberdeen och Oxford (fellow vid New College 1899–1913). Han blev 1913 professor i skotsk historia vid Glasgows universitet och därjämte skotsk rikshistoriograf 1919. Under första världskriget var han 1915–1918 anställd vid War trade intelligence department. Bland Raits skrifter märks Mary Queen of Scots (1899) om Maria Stuart, The scottish parliament (1901), Life and campaigns of field-marshal viscount Gough (1903), Scotland (1911), History of Scotland (1914), A history of England and Scotland to the union of 1707 (1920), The parliaments of Scotland (1924) och Life and letters of A. V. Dicey (samma år). Rait utgav dessutom bland annat Lusus regius (1901; innehåller förut otryckta skrifter av Jakob VI och I).